# Sacha Distel
Sacha Distel (nascido Sacha Alexandre) (Paris, 29 de janeiro de 1933 — Rayol-Canadel-sur-Mer, 22 de julho de 2004) foi um cantor francês.
Guitarrista profissional de jazz desde os 16 anos, Distel fez carreira como cantor e trabalhou com Dizzy Gillespie e Tony Bennett, que tornou popular em todo mundo a versão americana de uma canção de sua autoria, "The Good Life (La Belle Vie)".
As décadas de 1950 e 1960 foram as de maior popularidade para Distel, que teve seu próprio programa de variedades na televisão francesa e um romance bastante explorado pela imprensa de celebridades com a atriz e popstar Brigitte Bardot. O relacionamento com Bardot terminou em 1959 e em 1963 ele se casou com a campeã olímpica de esqui Francine Bréaud, com quem teve dois filhos. 
Em 1980 foi recebido no Palácio de Buckingham como principal artista de um show em homenagem aos oitenta anos da Rainha Mãe. Em 1997 ele foi nomeado Cavaleiro da Legião de Honra Francesa.
Distel morreu de câncer aos 71 anos em 22 de julho de 2004, na casa de sua sogra em Rayol-Canadel, perto de Saint-Tropez, França. 